# Набат на світанку
«Набат на світанку» («Набат на рассвете») — радянський художній фільм 1985 року, знятий режисером Аркадієм Кордоном на кіностудії «Мосфільм».

## Сюжет
Кінороман про академіка Костроміна, прообразом якого послужив учений В. І. Вернадський (1863—1945).

## У ролях
- Георгій Тараторкін — Сергій Васильович Костромін, вчений
- Ірина Печернікова — Наталія Єгорівна Костроміна, дружина Костроміна
- Микола Рачинський — Петро Євгенович Самошин, друг Костроміна
- Олександр Франскевич-Лайє — Георгій Костромін, син Костроміна
- Валентин Смирнитський — Серебряков, вчений
- Леонід Каюров — Яша Петрухін, молодий вчений
- Марина Левтова — Ніна Костроміна, дочка Костроміна
- Паул Буткевич — Резерфорд, англійська вчена
- Юрій Жбаков — Горемикін, голова Ради міністрів Російської імперії
- Володимир Удалов — Опанас Терентійович, лікар
- Валентин Пєчніков — Семен Вікентійович Петрухін, батько Яші
- Ісаак Кастрель — міністр освіти
- Вадим Вільський — Павло Петрович, вчений
- Римма Маркова — поміщиця
- Олексій Панькін — мужик-бунтівник
- Валерій Кравченко — солдат, друг Георгія
- Віктор Філіппов — член Вченої ради
- Альберт Пєчніков — жандарм
- Ніна Зоткіна — дівчина
- Ігор Косухін — мужик-бунтівник
- Іван Косих — вчений
- Олексій Артамонов — офіцер патруля
- Борис Бітюков — Авдеїч, вмираючий ув'язнений
- Валентин Голубенко — мужик
- Олена Кашина — дочка Яші
- Настя Іванькова — Ніна
- Сергій Кленін — хлопчик у пілотці
- Анатолій Ведьонкін — жандарм
- Олексій Дроздов — вчений
- П. Єрмаков — вчений
- Любов Калюжна — няня
- Антоніна Кончакова — мати Яші
- Віктор Лазарев — вчений
- Лев Гужновський — епізод
- Леонід Плешаков — вчений
- Вадим Урюпін — мужик

## Знімальна група
- Режисер — Аркадій Кордон
- Сценаристи — Олег Стукалов-Погодін, Аркадій Філатов, Аркадій Кордон, Олександр Биховський
- Оператор — Роман Веселер
- Композитор — Юрій Буцько
- Художник — Дмитро Богородський